# Schlafittchen
Schlafittchen oder umgangssprachlich Schlawittchen (Diminutiv, früher Dativ Plural von Schlafittich, „Schlagflügel“), auch Schlafittl, ist eine redens- und mundartlich weitverbreitete und offenbar recht alte Bezeichnung für Hemd- oder Jackenkragen bzw. Rock- oder Ärmelzipfel.

## Redewendung
Verwendet wird das Wort im Zusammenhang der Redewendung „am Schlafittchen packen“ im Sinne von „jemanden am Weglaufen hindern“, ähnlich wie man Geflügel am Flügelansatz fasst. Im Niederdeutschen wird Geflügel oder Flügel auch als Fittgen bezeichnet. In Heinsius’ Sprach- und Sittenanzeiger der Deutschen aus dem Jahr 1817 findet sich folgende ausführliche Erläuterung der Redewendung (S. 96):
„Gemeiniglich gebraucht man diese Redensart mit der: Jemanden gefangen nehmen, als gleichbedeutend. Das Schlafittgen ist völlig deutsch. Es ist nämlich aus Schlagfittig entstanden. Unter dem Schlagfittig versteht man aber den starken Fittig der Vögel. Hat man nun den Vogel erst beim Schlagfittig, so ist es um seine Freiheit geschehen. Wenn man daher einen Menschen gleichsam so in seiner Gewalt hat, wie den Vogel, dessen Schlagfittig man gefaßt, so ist er ebenfalls so gut gefangen, wie der Vogel.“ Bereits 1800 allerdings  war das Wesentliche dieser Erklärung beinahe wortident in einer Breslauer Zeitschrift erschienen:
```
 
Schlafittgen
 (Zur Beantwortung einer Anfrage.)

 
Schlafittgen, einen bey dem Schlafittgen kriegen, ist weder blos Schlesisch, noch auch aus dem Slavischen abzuleiten, sondern ganz deutsch.

 
Es ist nämlich aus Schlafittig (dem starken Flügel) zusammengezogen; wenn man einen Vogel bey seinem Schlagfittig hat, so ist er gefangen.
```

Im Duden der Redewendungen und sprichwörtlichen Redensarten wird diese Redensart als „jemanden fassen und zur Rechenschaft ziehen“ beschrieben, wobei das Vergehen als eher geringfügig angesehen wird.
Als Erklärung wird auch angegeben, dass diese Redensart bedeutet, jemanden am Hemd- oder Jackenkragen zu packen bzw. jemandem die „Leviten zu lesen“.